# Palazzo di Oranienbaum
Il castello di Oranienbaum è una residenza che sorge a Oranienbaum, frazione del comune di Oranienbaum-Wörlitz. Fu eretta in stile barocco.
Il palazzo di Oranienbaum è uno dei quattro castelli tedeschi che portano il nome della Casa d'Orange. Furono eretti per quattro sorelle, governanti, che erano originarie di quella casa. Oltre a Oranienbaum, sono il Palazzo di Oranienstein vicino a Diez e il Castello di Oranienburg in Brandeburgo. Il quarto, il Palazzo Oranienhof vicino a Bad Kreuznach, non esiste più.

## Storia
Dal 1681 al 1685 circa, il palazzo fu inizialmente costruito come residenza estiva per la principessa Enrichetta Catarina d'Orange, moglie del principe Giovanni Giorgio II di Anhalt-Dessau e nata principessa di Orange-Nassau. La costruzione fu affidata al capomastro olandese Cornelis Ryckwaert, che era al servizio del Brandeburgo. Inizialmente fu costruito solo un palazzo con padiglioni cavallereschi e fu allestito un giardino barocco di 28 ettari in stile olandese. Un fossato separa il parterre interno del giardino semicircolare da quello esterno, che ha mantenuto la sua struttura geometrica. Allo stesso tempo, Ryckwaert fece costruire anche la città di Oranienbaum su un piano geometrico. La principessa, che aveva un'attitudine agli affari olandese, fece costruire una vetreria nel 1669 e una birreria nel 1693; dal 1693 a Oranienbaum si coltivava il tabacco.
Dopo la morte del principe nel 1693, Oranienbaum fu ricostruito come residenza vedovile per la principessa Enrichetta Caterina nell'attuale palazzo a tre ali . Le ali laterali sfalsate hanno un aspetto olandese: un interno ricco di preziose carte da parati in pelle, maioliche e dipinti ha dato alla casa il suo splendore. Nella cantina si trova la sala da pranzo estiva, arredata con piastrelle di ceramica di Delft.
Dopo la morte di Henriette Catharina nel 1708, la chiesa cittadina barocca fu completata nel 1712. Da allora, il castello fu utilizzato solo occasionalmente dai principi di Anhalt-Dessau per la caccia. Solo quando il principe Leopoldo di Anhalt-Dessau, creatore del paesaggio del parco di Dessau-Wörlitz, mostrò di nuovo interesse per il palazzo di Oranienbaum. Fece riprogettare il palazzo e il parco dopo il 1780. Numerose sale ricevettero nuovi arredi in stile cinese, anche se alcune pitture murali rimasero frammentarie. L'antico giardino barocco dell'isola fu ridisegnato tra il 1793 e il 1797 secondo le idee del paesaggista inglese William Chambers per diventare l'unico giardino inglese-cinese ancora in gran parte conservato in Germania, con una pagoda a cinque piani, una casa da tè cinese accessibile dall'acqua e diversi ponti ad arco.
Nella parte meridionale del giardino, l'Orangerie, lunga 175 metri, una delle più grandi d'Europa, fu costruita nel 1811 e da allora ospita ininterrottamente una grande collezione di agrumi e altre piante legnose rare.

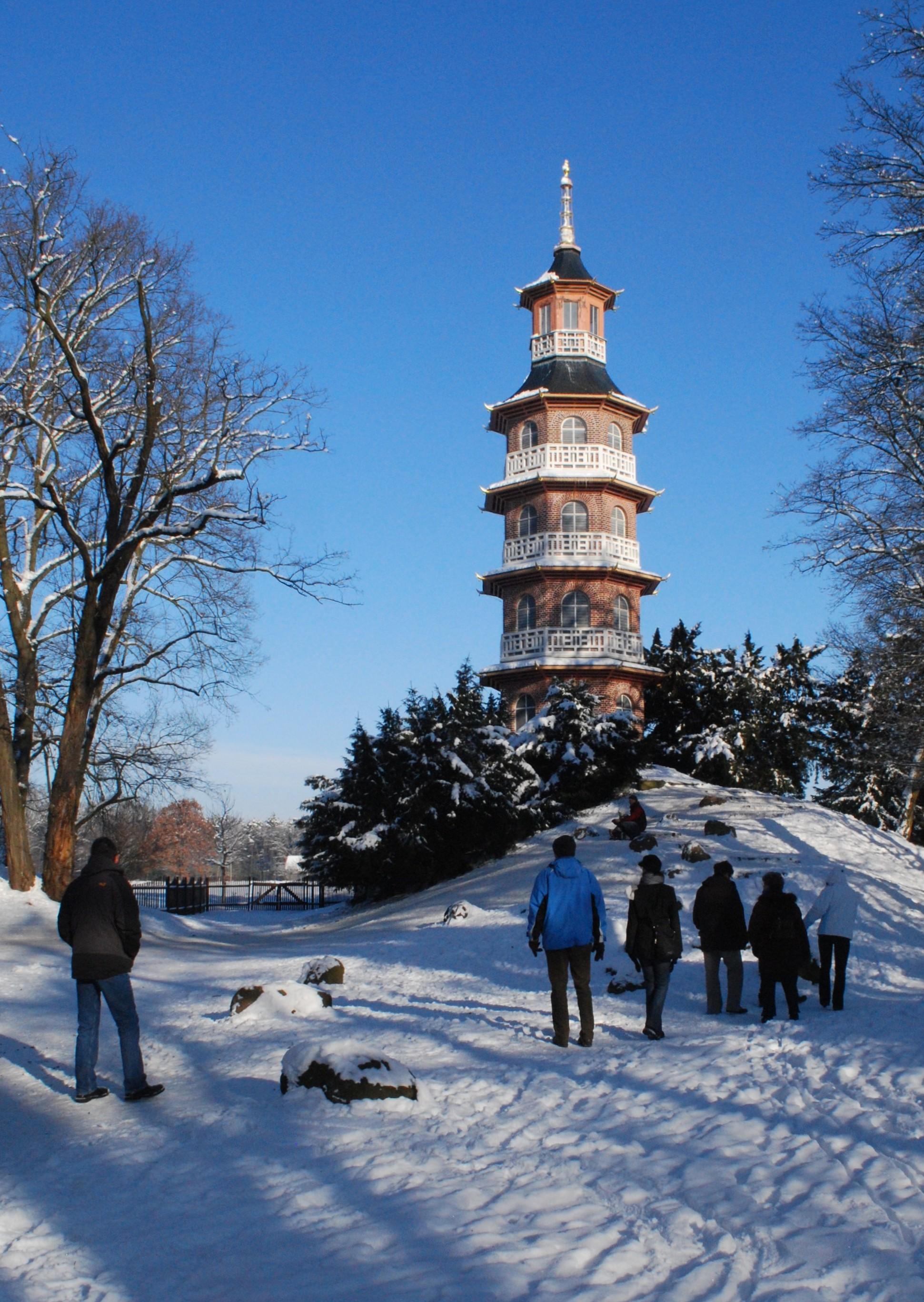
La pagoda cinese nel parco del palazzo

Dopo la seconda guerra mondiale, dal 1953 la DDR ha ospitato una sezione dell'Archivio di Stato di Magdeburgo nel castello di Oranienbaum. Questa filiale è stata trasformata in Archivio di Stato indipendente di Oranienbaum nel 1993. All'inizio del XXI secolo, l'archivio si è trasferito a Dessau. Il castello è stato poi aperto ai visitatori nel 2003. Il completamento dei lavori di restauro del castello non è al momento prevedibile. Tuttavia, le sale aperte al pubblico trasmettono già un'impressione dell'antico splendore degli arredi del palazzo.
Il 3 marzo 2004, la regina Beatrice dei Paesi Bassi ha visitato il Palazzo di Oranienbaum per vedere come procedevano i lavori di restauro del palazzo dei suoi antenati.
L'insieme di città, palazzo e parco di Oranienbaum, costruito su una pianta geometrica, è oggi un raro esempio di complesso barocco prevalentemente olandese in Germania.